# Seznam kulturních památek ve Střelských Hošticích
Tento seznam nemovitých kulturních památek v obci Střelské Hoštice v okrese Strakonice vychází z  Ústředního seznamu kulturních památek ČR, který na základě zákona č. 20/1987 Sb., o státní památkové péči, vede Národní památkový ústav jako ústřední organizace státní památkové péče. Údaje jsou průběžně upřesňovány, přesto mohou obsahovat i řadu věcných a formálních chyb a nepřesností či být neaktuální. 
Pokud byly některé části dotčeného území vyčleněny do samostatných seznamů, měly by být odkazy na tyto dílčí seznamy uvedeny v úvodu tohoto seznamu nebo v úvodu příslušné sekce seznamu.

## Střelské Hoštice
|  | Kategorie „Church of Saint Martin (Střelské Hoštice) “ na Wikimedia Commons | Hledat fotografie a kategorie ve Wikimedia Commons podle rejstříkového čísla památky | Nahrát snímek k tomuto tématu do úložiště Wikimedia Commons |  |

|  | Kategorie „Střelské Hoštice (castle) “ na Wikimedia Commons | Hledat fotografie a kategorie ve Wikimedia Commons podle rejstříkového čísla památky | Nahrát snímek k tomuto tématu do úložiště Wikimedia Commons |  |

|  |  | Hledat fotografie a kategorie ve Wikimedia Commons podle rejstříkového čísla památky | Nahrát snímek k tomuto tématu do úložiště Wikimedia Commons |  |

|  |  | Hledat fotografie a kategorie ve Wikimedia Commons podle rejstříkového čísla památky | Nahrát snímek k tomuto tématu do úložiště Wikimedia Commons |  |

## Kozlov
| Památka                           | Fotografie                                                            | Rejstříkové číslo v ÚSKP                                                             | Sídelní útvar                                               | Poloha                                           | Popis a poznámky |
| --------------------------------- | --------------------------------------------------------------------- | ------------------------------------------------------------------------------------ | ----------------------------------------------------------- | ------------------------------------------------ | --- |
| Kaple svatého Václava (Q37429081) | \| \| \| \| \| \|                                                     | 46368/3-4171 Pam. katalog MIS                                                        | Kozlov                                                      | náves, st. 71 49°17′53″ s. š., 13°44′55,4″ v. d. | Kaple sv. Václava barokně klasicistního typu, neobvyklého vzhledu s otevřenou arkádovou předsíní a trojbokým závěrem byla postavena roku 1866. Interiér zaklenut pruskou klenbou. · Památkově chráněno od roku 1963. |
|                                   | Kategorie „Chapel of Saint Wenceslaus (Kozlov) “ na Wikimedia Commons | Hledat fotografie a kategorie ve Wikimedia Commons podle rejstříkového čísla památky | Nahrát snímek k tomuto tématu do úložiště Wikimedia Commons |                                                  | |

## Střelskohoštická Lhota
|  |  | Hledat fotografie a kategorie ve Wikimedia Commons podle rejstříkového čísla památky | Nahrát snímek k tomuto tématu do úložiště Wikimedia Commons |  |

|  |  | Hledat fotografie a kategorie ve Wikimedia Commons podle rejstříkového čísla památky | Nahrát snímek k tomuto tématu do úložiště Wikimedia Commons |  |

## Sedlo
| Památka               | Fotografie        | Rejstříkové číslo v ÚSKP                                                             | Sídelní útvar                                               | Poloha                                                                       | Popis a poznámky |
| --------------------- | ----------------- | ------------------------------------------------------------------------------------ | ----------------------------------------------------------- | ---------------------------------------------------------------------------- | --- |
| Boží muka (Q38094760) | \| \| \| \| \| \| | 32105/3-4370 Pam. katalog MIS                                                        | Sedlo                                                       | směr Střelskohoštická Lhota, pp. 260/2 49°18′57,69″ s. š., 13°48′8,01″ v. d. | Kamenná sloupková boží muka završená litinovým křížem s korpusem Ukřižovaného Krista jsou datována do roku 1839. Boží muka se nacházejí v extravilánu, při jihozápadním okraji vsi Sedlo. · Památkově chráněno od roku 1963. |
|                       |                   | Hledat fotografie a kategorie ve Wikimedia Commons podle rejstříkového čísla památky | Nahrát snímek k tomuto tématu do úložiště Wikimedia Commons |                                                                              | |